# Рофітоїдес сірий
Рофітоїдес сірий (Rhophitoides canus) — вид комах родини Галіктиди (Halictidae). Це важливий запилювач сільськогосподарських бобових культур.

## Опис
Живиться нектаром бобових. Є одним з головних запилювачів люцерни посівної. Гніздиться колоніями у ґрунті на відкритих ділянках з розрідженим травостоєм. Зимує передлялечка у щільному коричневому коконі.

## Поширення
Поширений у Південній і Центральній Європі, Малій і Середній Азії, на півдні Сибіру. Поширений на всій території України. Вид також зареєстрований у Монголії, на Корейському півострові та в північно-західному Китаї.
Населяє степові місця існування, включаючи сухі луки, ксеротермічні схили, узлісся; також сільськогосподарські ландшафти.

## Охорона
Вид був занесений до другого видання Червоної книги України 1994 року в категорії «вразливий», але до наступного, третього видання не ввійшов.
Вид фігурує у Національних Червоних списках або Червоних книгах Німеччини (Вразливий), Молдови (Вразливий) та Швейцарії (під критичною загрозою).